# Huy chương Stern-Gerlach
Huy chương Stern–Gerlach là giải thưởng uy tín nhất của Hội Vật lý Đức (Deutsche Physikalische Gesellschaft) dành cho công trình Vật lý thực nghiệm xuất sắc.
Huy chương được đặt theo tên 2 nhà vật lý Otto Stern và Walther Gerlach đã làm thí nghiệm Stern–Gerlach, và được trao hàng năm, kể từ năm 1993.

## Các người đoạt huy chương
Danh sách người đoạt giải:
- 1993 Klaus Winter
- 1994 Wolfgang Kaiser
- 1995 Joachim Trümper
- 1996 Heinz Maier-Leibnitz
- 1997 Peter Armbruster
- 1998 Herbert Walther
- 1999 Siegfried Hunklinger
- 2000 Theodor W. Hänsch
- 2001 Achim Richter
- 2002 Jan Peter Toennies
- 2003 Reinhard Genzel
- 2004 Frank Steglich
- 2005 Bogdan Povh
- 2006 Erich Sackmann
- 2007 Peter Grünberg
- 2008 Konrad Kleinknecht
- 2009 Friedrich Wagner
- 2010 Horst Schmidt-Böcking
- 2011 Günter Wolf
- 2012 Rainer Blatt
- 2013 Dieter W. Pohl
- 2014 Gerhard Abstreiter
- 2015 Karl Jakobs[2]
- 2016 Werner Hofmann